# Chris O'Dowd
Chris O'Dowd, né le 9 octobre 1979 à Boyle, est un acteur et humoriste irlandais. Il est surtout connu pour incarner Roy dans la sitcom britannique The IT Crowd, ainsi que pour ses rôles au cinéma dans Good Morning England et Mes meilleures amies.

## Biographie
Né le 9 octobre 1979 en Irlande, il grandit dans la ville de Boyle. Il étudia la politique et la sociologie à l'université de Dublin, sans aller jusqu'à valider sa licence, et suivit également des cours à l'Académie de musique et d'art dramatique de Londres. Il participait activement au journal de l'université, au club de théâtre et appartenait à un groupe de réflexion étudiante, appelé Literary and Historical Society (en), littéralement la « Société de l'Histoire et de la littérature » (bien que les débats abordés touchent aujourd'hui à tous les domaines).

## Carrière
Révélé par la sitcom britannique The IT Crowd diffusée depuis 2006 sur Channel 4 en Grande-Bretagne et 2007 sur Canal+, il incarne le rôle de Roy, un personnage de geek hautement caricaturé.
En 2009, il joue aux côtés de Katherine Parkinson qui joue Jen dans The IT Crowd, mais également Philip Seymour Hoffman, Bill Nighy et Nick Frost dans le film germano-britannique et franco-américain, Good Morning England, relatant les frasques de Radio Rock, une radio pirate, diffusant ses programmes depuis un bateau naviguant dans les eaux internationales au large de la côte anglaise.
Ce film signe son entrée sur la scène du cinéma international, puisqu'il apparaît par la suite dans le remake américain des Voyages de Gulliver aux côtés de Jack Black dans un des rôles principaux. Il confie avoir appris à monter à cheval pour le tournage, puisqu'il y tient le rôle d'un général dans l'armée.
En 2011, il joue dans le film hollywoodien Mes meilleures amies coécrit et avec Kristen Wiig.
Chris est en 2012 à l'affiche du film Les Saphirs où il joue l'imprésario de quatre chanteuses aborigènes dans les années 1960 en Australie qui vont divertir les troupes au Viêt Nam.

## Vie privée
Depuis le 26 août 2012, Chris O'Dowd est marié à Dawn Porter qu'il fréquente depuis 2009. Le 25 janvier 2015, Dawn a donné naissance à leur premier enfant, un garçon nommé Art O'Porter. Le 1er juillet 2017, Dawn a donné naissance à leur deuxième enfant, un garçon nommé Valentine O'Porter.

## Filmographie

### Cinéma
- 2003 : Conspiracy of Silence : étudiant
- 2005 : Festival : Tommy O'Dwyer
- 2007 : Hotel Very Welcome : Liam
- 2008 : Un Anglais à New York de Robert B. Weide : critique #4
- 2009 : Good Morning England : Simon
- 2009 : Frequently Asked Questions About Time Travel : Ray
- 2010 : Hippie Hippie Shake : Felix Dennis
- 2010 : The Dinner (Dinner For Schmucks) : Marco
- 2010 : Les Voyages de Gulliver : général Edward
- 2011 : Mes meilleures amies : officier Nathan Rhodes
- 2011 : Friends with Kids : Alex
- 2012 : Les Saphirs : Dave
- 2012 : 40 ans : Mode d'emploi (This Is 40)
- 2013 : Sean Carlin Goes Crazy : Jenny Bendelow
- 2013 : Epic : La Bataille du royaume secret Grub (voix)
- 2013 : Thor : Le Monde des ténèbres : Richard
- 2014 : St. Vincent : frère Geraghty
- 2014 : Calvary : Jack Brennan
- 2014 : Salsa Fury de James Griffiths : Drew
- 2015 : The Program de Stephen Frears : David Walsh
- 2015 : Hippie Hippie Shake de Beeban Kidron : Felix Dennis
- 2016 : Miss Peregrine et les Enfants particuliers (Miss Peregrine's Home for Peculiar Children) de Tim Burton : Franklin Portman
- 2017 : La Passion van Gogh (Loving Vincent) de Dorota Kobiela et Hugh Welchman : le facteur Roulin
- 2017 : Le Grand Jeu (Molly's Game) d'Aaron Sorkin
- 2017 : The Incredible Jessica James de Jim Strouse : Boone

- 2017 : Love After Love de Russell Harbaugh
- 2018 : The Cloverfield Paradox de Julius Onah : Mundy
- 2019 : Comment je suis devenue une jeune femme influente (How to Build a Girl) de Coky Giedroyc
- 2021 : Lilly et l'Oiseau : Jack Maynard
- 2022 : Slumberland de Francis Lawrence
- 2026 : Artificial de Luca Guadagnino

### Télévision
- 2006 : Doc Martin : Jonathan Crozie (épisode On the Edge)
- 2006-2010 : The IT Crowd : Roy Trenneman
- 2007 : Roman's Empire : Jase
- 2009 : FM : Lindsay
- 2010 : Little Crackers
- 2011 : The Crimson Petal and the White : William Rackham
- 2011 : Les Griffin : Maître d'hôtel (voix) (épisodes Lottery Fever et Viewer Mail #2)
- 2012 : Girls : Thomas John (épisodes Weirdos Need Girlfriends Too et She Did)
- 2012– : Moone Boy : Seán Murphy (également créateur et réalisateur)
- 2013 : Family Tree (en) : Tom Chadwick
- 2019 : State of the Union, de Stephen Frears, saison 1 : Tom (rôle principal - 10 épisodes)
- 2023 : The Big Door Prize : Dusty (saison 1 : 10 épisodes)
- 2025 : Black Mirror : Mike (saison 7 : 1 épisode)

## Distinctions

### Récompenses
- AACTA Awards 2013 : meilleur acteur pour Les Saphirs

### Nominations
- British Academy Television Awards 2014 : meilleure performance masculine dans un rôle comique pour The IT Crowd

## Voix françaises
En France
| - Raphaël Cohen dans : - Mes meilleures amies - Friends with Kids - 40 ans : Mode d'emploi - Éric Aubrahn dans : - Girls (série télévisée) - La Petite Nemo et le Monde des rêves - Black Mirror (série télévisée) - Guillaume Orsat dans : - Thor : Le Monde des ténèbres - Salsa Fury - Julien Allouf dans : - Lilly et l'Oiseau - The Big Door Prize (série télévisée) | Et aussi - Olivier Cordina dans The IT Crowd (série télévisée) - Dimitri Rataud dans Good Morning England - Jérôme Rebbot dans The Dinner - Jérôme Pauwels dans Le Petit Guide du voyage dans le temps - Alexis Victor dans Les Voyages de Gulliver - Jean-Christophe Dollé dans Les Saphirs - Michel Hinderyckx (Belgique) dans St. Vincent - Boris Rehlinger dans Mascots - Arnaud Léonard dans The Program - Laurent Maurel dans Miss Peregrine et les Enfants particuliers - Gérard Boucaron dans La Passion van Gogh (voix) - Stéphane Pouplard dans The Incredible Jessica James - Lionel Tua dans Le Grand Jeu - Fabien Jacquelin dans The Cloverfield Paradox - Xavier Fagnon dans Le Retour de Mary Poppins (voix) - Jean-Michel Fête dans Juliet, Naked - Olivier Benard dans Le Dragon de mon père (voix) |